# Dorfkirche Groß Schauen

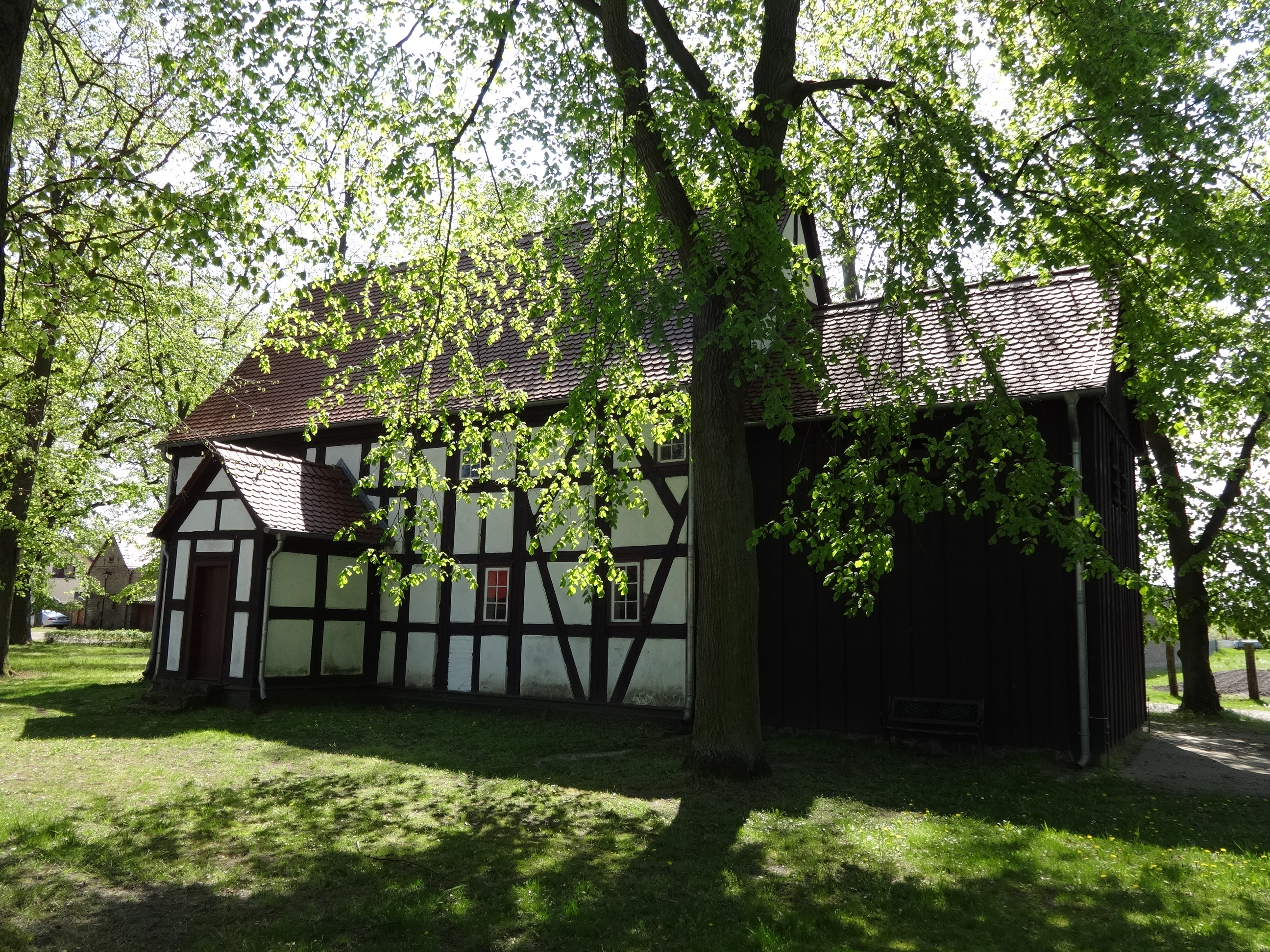
Dorfkirche in Groß Schauen

Die evangelische Dorfkirche Groß Schauen ist eine Fachwerkkirche in Groß Schauen, einem Ortsteil der Stadt Storkow (Mark) im Landkreis Oder-Spree in Brandenburg. Die Kirche gehört zum Kirchenkreis Oderland-Spree der Evangelischen Kirche Berlin-Brandenburg-schlesische Oberlausitz.

## Geschichte
Der Sakralbau wurde in der ersten Hälfte des 18. Jahrhunderts auf dem Dorfanger von Groß Schauen errichtet. 1822 fügte die Kirchengemeinde im westlichen Teil des Gebäudes ein Glockenhaus an und ließ eine Empore sowie einen Kanzelaltar einbauen. Im Ersten Weltkrieg musste eine der beiden Glocken abgegeben werden und ging verloren. In den Jahren 2007 und 2008 wurde das Bauwerk saniert.

## Architektur

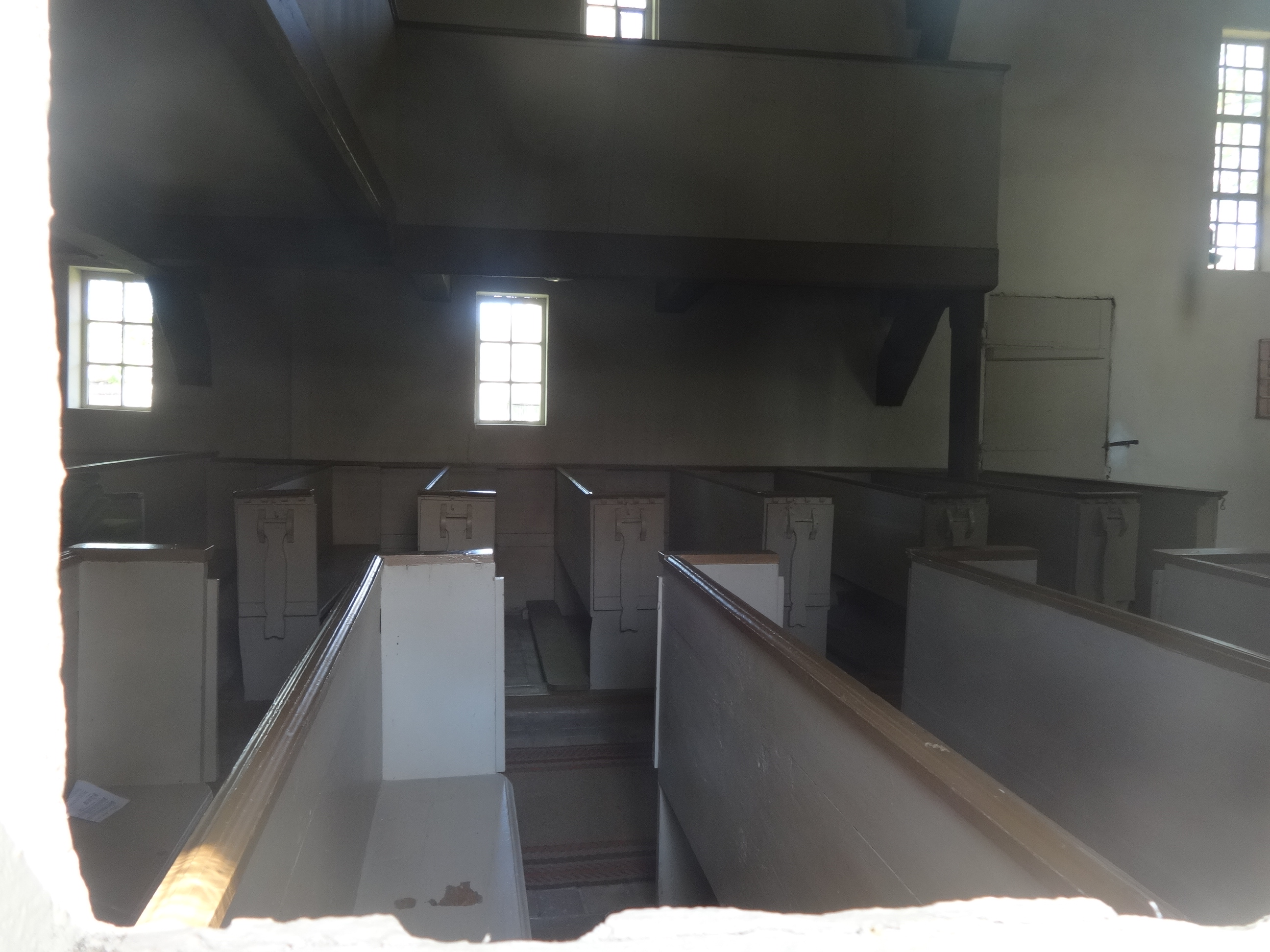
Blick in den Innenraum

Die Kirche wurde aus Fachwerk mit dunklen Holzbalken und einem Gefach aus Lehm errichtet. Letzteres ist mit einem weißen Anstrich versehen. An der Südseite des Kirchenschiffs befinden sich im östlichen Bereich zwei hochgesetzte und große rechteckige Fenster, die von zwei weiteren, deutlich kleineren Fenstern im westlichen Bereich ergänzt werden. Dort kann die Kirche durch eine rechteckige, hölzerne Tür mit einem Vordach betreten werden. Zwei weitere hochgesetzte Fenster derselben Bauweise finden sich auch an der östlichen Wand des Kirchenschiffs. An der nördlichen Wand des Kirchenschiffs ist ein rechteckiger Anbau erkennbar, der zu einem späteren Zeitpunkt errichtet wurde und eines der hochgesetzten Fenster teilweise verdeckt. Nach Westen hin wurden in das Gefach zwei weitere, kleinere Fenster eingesetzt. An diese Konstruktion schließt sich das mit dunklen Hölzern verbretterte Glockenhaus mit einer Glocke an. Es ist leicht eingezogen, so dass am westlichen Giebel weitere Teile des Fachwerks hervortreten. Das Satteldach des Kirchenschiffs wie auch des Turms sind mit rotem Biberschwanz gedeckt.

## Ausstattung
Die schlichte Ausstattung stammt aus der Bauzeit der Kirche.